# تساراهوننانا ساهانیووتری
تساراهوننانا ساهانیووتری (به لاتین: Tsarahonenana Sahanivotry) یک منطقهٔ مسکونی در ماداگاسکار است که در ناحیه آنتسیرابه دو واقع شده‌است. تساراهوننانا ساهانیووتری ۱۴٬۰۰۰ نفر جمعیت دارد و ۱٬۸۳۷ متر بالاتر از سطح دریا واقع شده‌است.